# 古城寨城址
古城寨城址位于河南省新密市曲梁镇大樊庄，为一处新石器时代龙山文化晚期城址。

## 城址遗存
古城寨城址为夯土基址古城，面积17.6万平方米，平面呈东西长方形。现较好地保存着南、北、东三面城墙和南北相对的两个城门缺口。南墙长460米，高13.8至16米；北墙长460米，高7至16.5米；东墙长345米，高13.6至16米；西墙已被溱水冲毁。城址的南、北、东三面都有宽34至90米，深4.5米的护城河遗迹。

## 考古发现
城址外侧的南、北、东三面分布有一处仰韶文化遗址和两处龙山文化遗址。城址内外新石器时代遗址面积达27.6万平方米。除城址外，还发现有仰韶文化、龙山文化、二里头文化、二里岗文化、殷商、汉代和北宋的灰坑、墓葬、陶窑、房基、灶炕、水井等遗迹，并出土丰富的遗物。证明在仰韶文化晚期至龙山文化早期已有人类活动痕迹，并于龙山文化中期以后建城，并一直使用。
2021年至2023年，河南省文物考古研究院对古城寨遗址城内区域及城外重点区域进行考古发掘，发现四合院式宫殿建筑群的夯土台基。

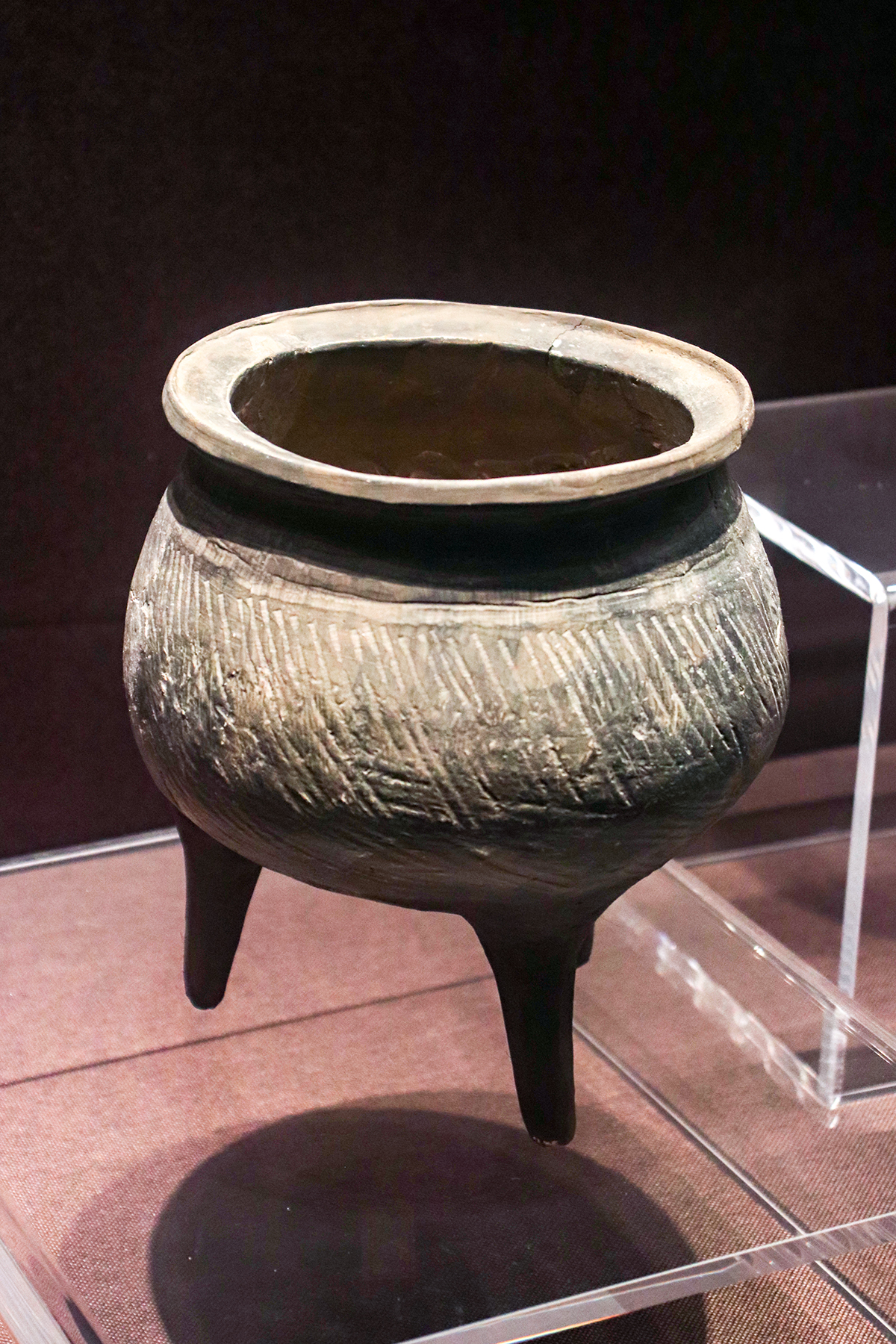
篮纹灰陶鼎，龙山文化晚期
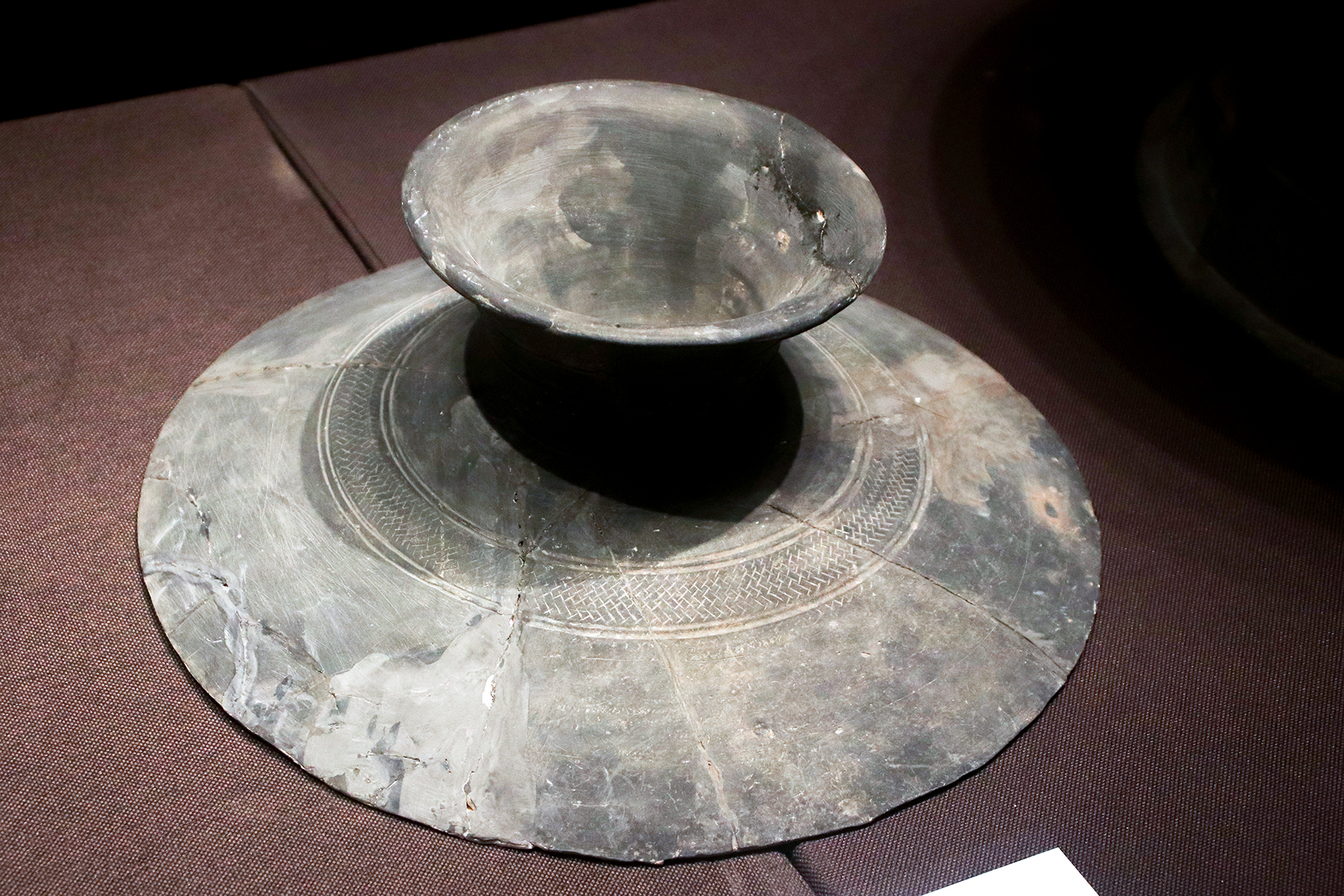
灰陶器盖，龙山文化晚期
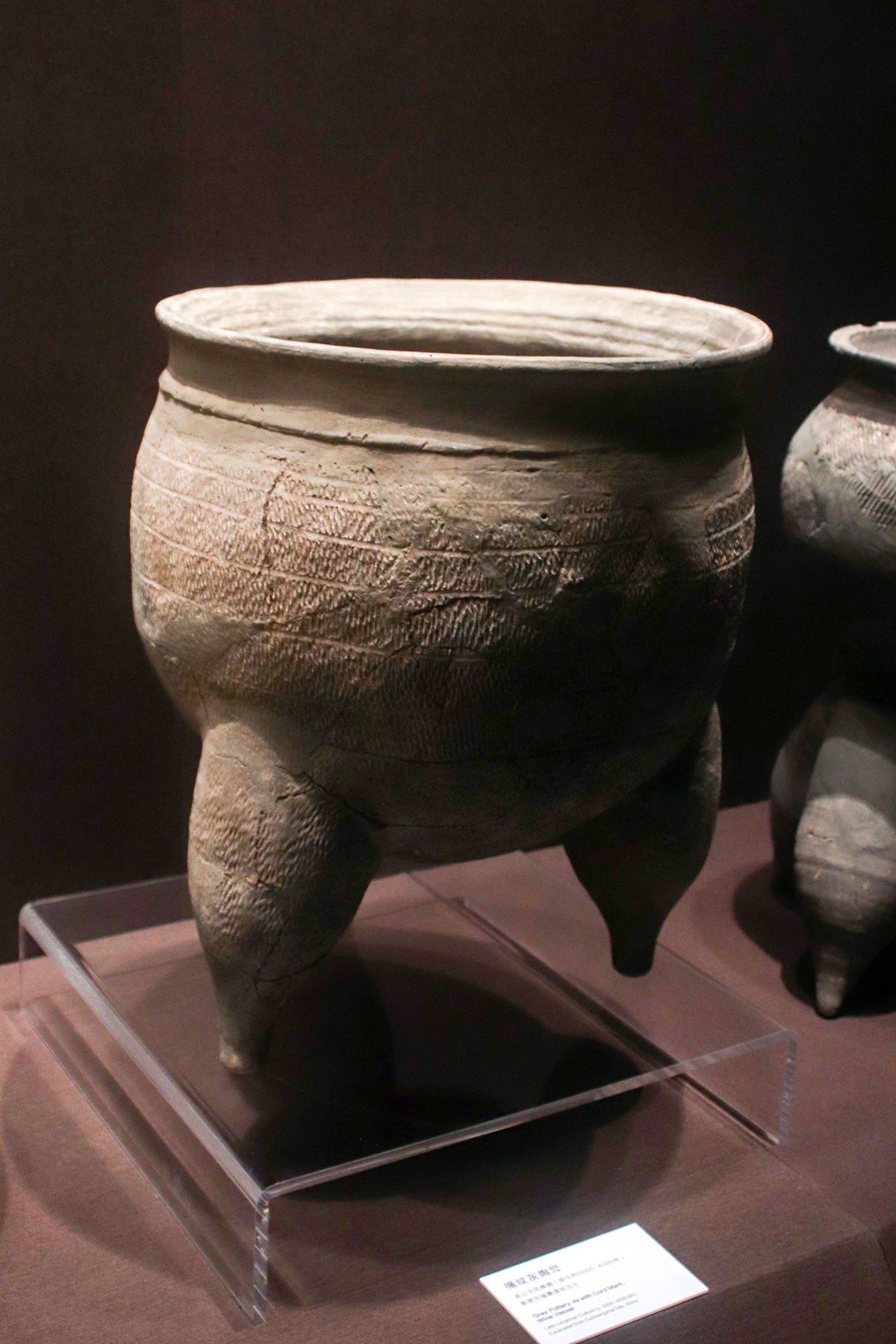
绳纹灰陶斝，龙山文化晚期
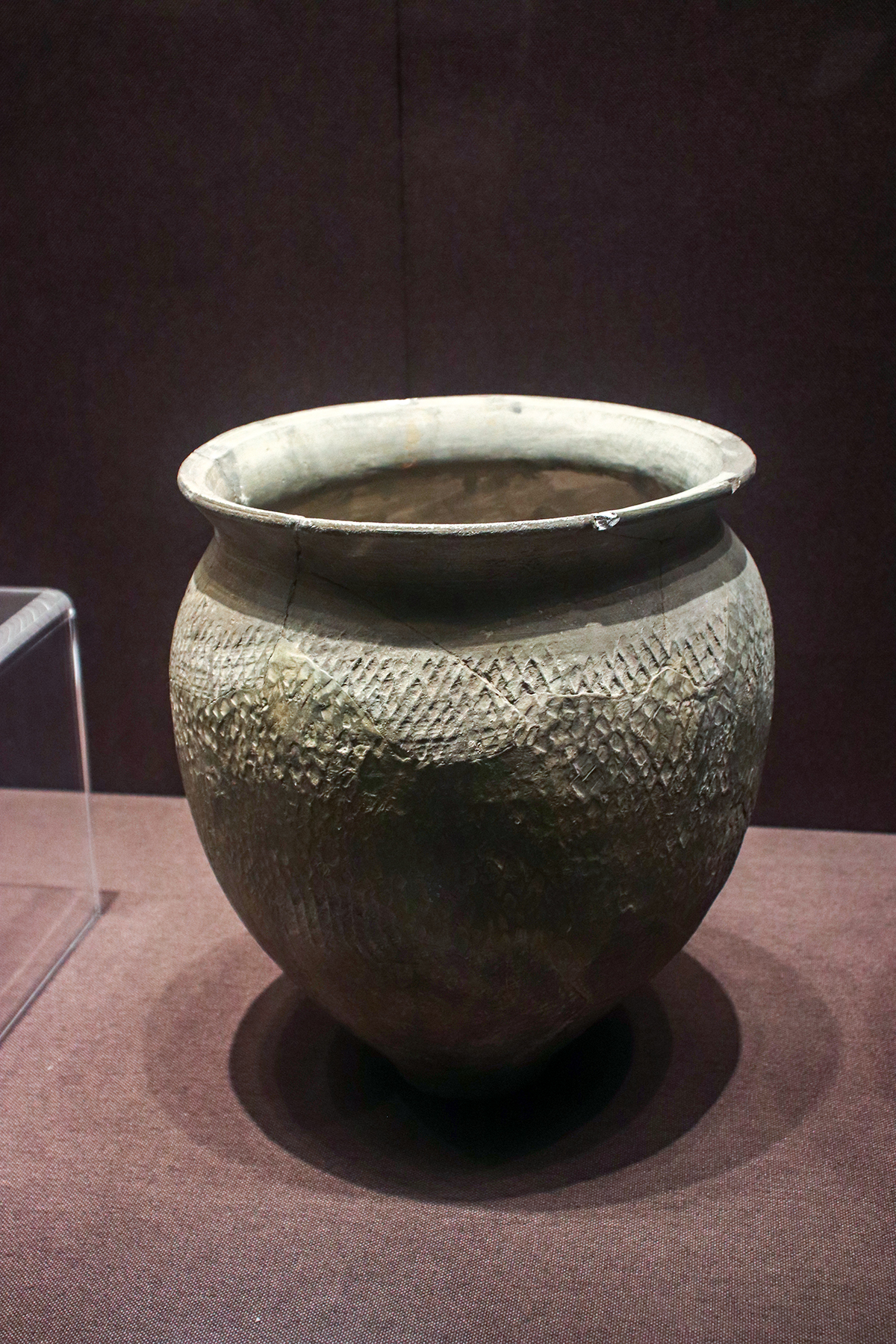
方格纹灰陶罐，龙山文化晚期

## 保护情况
古城寨城址曾被初步认定为西周郐国都城遗址。1986年11月21日，以“郐国故城”的名称被公布为第二批河南省文物保护单位。1998-2000年期间，河南省文物考古研究所对该遗址进行考古调查，确认其主体为龙山时代晚期城址。2001年6月25日，该遗址以“古城寨城址”的名称被公布为第五批全国重点文物保护单位。